# Бивоље
Бивоље је насељено место града Крушевца у Расинском округу. Према попису из 2022. има 237 становника (према попису из 2011. било је 275 становника).
Брзим развојем града, у новије време и добијање нових функција Крушевац је израстао у индустријски центар наше земље. Захваљујући томе и непосредној близини град је вршио велики утицај на Бивоље, преношењем неких функција на њега. Индустријском функцијом Бивоље је почело да добија и неке особине града и градског живота, јер је доживело општи преображај.

## Локација
Бивоље је као ретко које друго село имало судбину да је морало да промени своје место и локацију. То је још једна његова специфичност, по којој се оно разликује и то треба истицати.
Стара локација Бивоља била је северније од садашњег насеља, удаљена око један километар и западније од Расине и гробља. У рељефном погледу било је на нижој речној тераси, која не би требало да буде плављена, али стицајем неких природних околности то се догађало. Зато је тај терен подводан са мочварама или „каловитом“ месту. Тако је то било све до регулације корита и водостаја Расине. Таква локација се учинила погодном за староседеоце, јер су природна богатства и погодности привлачили. Турци су тражили „своје“ по споразуму при колонизацији, били су под присмотром, јер Турци нису уважавали неродне године због поплава, сушних лета и пљачке. Главни проблем и велика недаћа на старој локацији биле су поплаве Мораве и Расине, од којих су се ланчано ређале многе друге недаће, међу којима је била и маларија. То је успоравало развој, наносило велике штете, па када жетва подбаци било је и гладовања. Често је и насеље било угрожено са кућама од слабог материјала и без темеља, али најтеже се подносила животна неизвесност због појаве заразних болести, од којих њихова психичка мора од врло честе појаве „њихове“ маларије. Од маларије се умирало у летњој половини године, када су се појављивали ројеви комараца, а друге заразне болести као што су куга, колера, туберкулоза, тифус и друге, појављивале су се увек непредвиђено изазивајући депопулизацију. Неке епидемије су биле катастрофалне и остале упамћене и записане, као што су биле 1789, 1790, 1832. и 1837. године.
Пресељење је за Бивоље била прекретница у његовом животу и развоју, јер је тако решило свој животни проблем опстанка. Приближавањем граду убрзан је развој приградске привреде па са бољим животом оно постаје највеће и најбогатије у округу.

### Регионални положај
Налази се у средњем делу Србије, на дну источног дела Крушевачке котлине. Ближе гледано, оно је на десној страни Западне Мораве и левој обали Расине, у њиховим доњим токовима.
У саобраћајном погледу Бивоље се налази на главној магистрали попречног правца, која пролази долином Западне Мораве и повезује градове Крушевац, Краљево, Чачак, Ужице, а тиме источну и западну Србију. Ова саобраћајница пресеца северни део насеља Бивоља и зато може лако да се повеже са ширим регионом и целом земљом. Железничка пруга се на истоку, код Сталаћа, повезује се са пругом Београд-Ниш, која је кичма нашег железничког саобраћаја, а на западу пресецајући Ибарску магистралу код Ужица се повезује са пругом Београд-Бар. Паралелно са овом пругом пролази друм који се на истоку повезује код Појата са ауто-путем Београд-Ниш, који је кичма нашег друмског саобраћаја, а западу такође пресецајући Ибарску магистралу, преко Ужица и Златибора, повезује се са Јадранским морем.
Поред ове главне саобраћајнице за положај Бивоља значајни су и неки регионални путеви, који се зракасто одвајају од Крушевца и повезују са ближом и даљом околином овог краја.

### Локални положај
Локални положај Бивоља је такође врло повољан, јер насеље лежи на вишој речној тераси, која је одвојена од ниже речне терасе стрмим одсеком висине 5 до 6 метара и има 150 метара надморску висину, због чега је безбедан од поплава које су некада, на старој локацији и на нижој речној тераси, причињавале велике штете и биле узрочник заразних болести. Бивоље се налази између Расине на истоку и Крушевца на западу, са којим је добро повезано густом мрежом својих путева и улица.

## Атар Бивоља
Атар Бивоља је издужен у правцу север-југ и шири се према северу у доста неправилном облику. Заузима простор на десној страни Западне Мораве и обе стране Расине, са њиховим алувијалним равнинама и нижом речном терасом. Највећи део атара мештани зову кључ.

### Граница атара
Са севера се граничи атарима Јасике, Гавеза и Шанца, а границу чини ток Западне Мораве.
Са истока се граничи атарима Макрешана, Дедине и Паруновца заузимајући узани појас десне алувијалне равни Расине.
Са југа се граничи само атаром Малог Головода и Прњавора, где су подигнута нова насеља Колонија, Пејтон и Катанга. Ова насеља су сада спојена, а одваја их само кратка двосмерна улица у висини вашаришта.
Са запада се граничи градом. Насеља су спојена, а раздвајају их улице Шумадијска, Омладинска и друге мање. Даље према северу граничи се са атаром Лазарице, све до тока Западне Мораве.

### Величина атара
Према првом катастарском премеру од 1936. године, површина атара Бивоља износила је 894 хектара. На основу пописа од 1939. године бивоље је имало 3522 становника и било је највеће насеље у широј околини. После Другог светског рата дошло је до смањења површине атара, по Законима о национализацији и аграрној реформи, када је неким богатијим домаћинствима одузета земља без икакве надокнаде. Касније је, по Закону о грађевинском земљишту, за потребе града одузет, велики комплекс земљишта на југу атара, уз минималну накнаду. Тако је атар сужен и скраћен, а на тој површини су изграђена градска насеља Колонија и Пејтон. На осталом суженом делу према Расини касније је бесправном градњом подигнуто насеље Катанга, како га зову његови житељи. Од почетка су прва два насеља припадала граду, а касније и треће насеље, тако да, административно, Месна заједница Василије Анчевић не прелази преко улице Веце Корчагина. Трајно су смањене плодне површине и у другим деловима насеља бесправном градњом, затим због подизања индустријских погона, одбрамбених бедема од поплава, канала за наводњавање, обилазница и др.
Подаци о површини бивољског атара постоје јер је раније Бивоље било посебна катастарска општина, до шездесетих година, када је припојена граду. После тога сви подаци су исказани збирно као градска целина, а ништа посебно само за Бивоље. Бивоље је 1974. године званично административно припојено Крушевцу, по генералном Урбанистичком плану, који је те године усвојен. Зато оно не постоји у билтенима о званичном попису становништва у земљи 1981. и 1991. године.

### Мостови
Мостови преко Расине доста значе за локални положај. Има их шест. Од њих највећи значај имају горњи  и доњи мост, јер су на главним саобраћајницама које воде према истоку и ауто-путу и врло су оптерећени. Они су изграђени 1985. године на месту старих гвоздених. Поред доњег, новог моста, још увек стоји стари гвоздени, тако да се може видети како су изгледали и колико су били уски. На њима је често долазило до застоја у саобраћају, као и до саобраћајних удеса у којима су често страдали пешаци. Трећи по значају мост који је у употреби јесте гвоздени железнички мост који је подигнут још 1910. године када је и пруга постављена. Он је сличан гвозденим мостовима, који су замењени на путевима. Овај мост се не користи због наменске градње, нема патос. Од оних који се још не користи је и нови бетонски мост, узводно од железничког моста, на источној обилазници, која још није завршена. На крају, узводно од доњег моста постоји висећи или спортски мост код игралишта фудбалског клуба Борац, који повезује игралиште са клупским просторијама, које су на левој страни реке Расине.

### Обилазнице
Обилазнице, поред поменутих мостова на Расини, имају велики значај за растерећење аутомобилског саобраћаја кроз град и насеље Бивоље. Да се то постигне пројектоване су две обилазнице: северна и источна и обе су добрим делом у атару Бивоља. Започете су са градњом 1985. године, када и мостови, али ни једна није још потпуно завршена. Северна обилазница је трасирана поред Западне Мораве, од надвожњака у Макрешану до близу железничке станице у Кошевима. Њен први део преко атара Бивоља је потпуно завршен од Макрешана до јасичког пута и већ се користи. Источна обилазница је завршена само на релацији од доњег до горњег моста са десне стране Расине. Оба су порушена бомбардовањем 1999. године, а бетонски је обновљен крајем исте године па се користи, што је врло значајно за насеље, јер је тако скренут транзитни саобраћај дуж насеља. На поменутом завршеном дели изграђене су и две савремене раскрснице, у чијој близини су бензинске пумпе. Она треба да пресеца обе главне саобраћајнице, које воде према истоку преко поменутих раскрсница. Од поменутог новог моста на Расини треба да се настави са градњом северног крака источне обилазнице. Она треба да пресеца по средини, Бивољски кључ и споји, са северном обилазницом у близини Шљункаре. Слично је и са њеним јужним краком, који треба од раскрснице да продужи уз Расину десном страном и споји се са путем за Брус. Да се то оствари она мора да преко два моста пређе на леву страну Расине, како је планирано и споји јужније и северније од Поправног дома завршена 2002. године. Значај ових обилазница је велики, јер растерећује саобраћај кроз насеље и чини га безбеднијим.

## Демографија
У насељу Бивоље живи 242 пунолетна становника, а просечна старост становништва износи 34,9 година (34,0 код мушкараца и 35,8 код жена). У насељу има 106 домаћинстава, а просечан број чланова по домаћинству је 3,11.
Ово насеље је углавном насељено Србима (према попису из 2002. године).

## Занимљивости
По причи Томе Тодоровића, који је био виши учитељ у Крушевцу, ниже од села Бивоље населили су се све сами ускоци из ослобођених области. Једном када је кнез Милош долазио у Крушевац пролазећи кроз Бивоље рекао је овим сељацима: А што сте ви море пали овде у ову пљошту (мислећи на место где су тада живели), видите ли да ћете поцркати и ви и ваша деца, одмах да се селите горе на ону раван близу Крушевца (милећи на место где ће настати село Бивоље). Царска се не пориче, сељаци се населише тамо где је кнез заповедио и тако би воља господарева. Од овога би воља господарева добило је и ово село ново име Бивоље.
|  |

| Демографија | Демографија | Демографија |
| Година      | Становника  | Становника  |
| ----------- | ----------- | ----------- |
| 1948.       | 2.588       |             |
| 1953.       | 2.769       |             |
| 1961.       | 3.420       |             |
| 1971.       | 6.905       |             |
| 1981.       | 212         |             |
| 1991.       | 186         | 185         |
| 2002.       | 330         | 332         |
| 2011.       | 275         |             |
| 2022.       | 237         |             |

| Етнички састав према попису из 2002.‍ | Етнички састав према попису из 2002.‍ | Етнички састав према попису из 2002.‍ | Етнички састав према попису из 2002.‍ | Етнички састав према попису из 2002.‍ |
| ------------------------------------ | ------------------------------------ | ------------------------------------ | ------------------------------------ | ------------------------------------ |
|                                      |                                      |                                      |                                      |                                      |
| Срби                                 | Срби                                 |                                      | 269                                  | 81,51%                               |
| Роми                                 | Роми                                 |                                      | 51                                   | 15,45%                               |
| Албанци                              | Албанци                              |                                      | 3                                    | 0,90%                                |
| Југословени                          | Југословени                          |                                      | 3                                    | 0,90%                                |
| непознато                            | непознато                            |                                      | 4                                    | 1,21%                                |

| Година пописа     | 1948. | 1953. | 1961. | 1971. | 1981. | 1991. | 2002. |
| ----------------- | ----- | ----- | ----- | ----- | ----- | ----- | ----- |
| Број домаћинстава | 623   | 689   | 921   | 2.087 | 62    | 44    | 106   |

| Број чланова      | 1  | 2  | 3  | 4  | 5 | 6 | 7 | 8 | 9 | 10 и више | Просек |
| ----------------- | -- | -- | -- | -- | - | - | - | - | - | --------- | ------ |
| Број домаћинстава | 17 | 23 | 23 | 30 | 4 | 6 | 2 | 1 | 0 | 0         | 3,11   |

| Пол    | Укупно | Неожењен/Неудата | Ожењен/Удата | Удовац/Удовица | Разведен/Разведена | Непознато |
| ------ | ------ | ---------------- | ------------ | -------------- | ------------------ | --------- |
| Мушки  | 127    | 44               | 75           | 4              | 3                  | 1         |
| Женски | 134    | 38               | 74           | 13             | 8                  | 1         |
| УКУПНО | 261    | 82               | 149          | 17             | 11                 | 2         |

| Пол    | Укупно                    | Пољопривреда, лов и шумарство | Рибарство                            | Вађење руде и камена | Прерађивачка индустрија       |
| ------ | ------------------------- | ----------------------------- | ------------------------------------ | -------------------- | ----------------------------- |
| Мушки  | 54                        | 1                             | 0                                    | 0                    | 27                            |
| Женски | 32                        | 1                             | 0                                    | 0                    | 15                            |
| УКУПНО | 86                        | 2                             | 0                                    | 0                    | 42                            |
| Пол    | Производња и снабдевање   | Грађевинарство                | Трговина                             | Хотели и ресторани   | Саобраћај, складиштење и везе |
| Мушки  | 0                         | 5                             | 11                                   | 1                    | 6                             |
| Женски | 0                         | 1                             | 5                                    | 1                    | 2                             |
| УКУПНО | 0                         | 6                             | 16                                   | 2                    | 8                             |
| Пол    | Финансијско посредовање   | Некретнине                    | Државна управа и одбрана             | Образовање           | Здравствени и социјални рад   |
| Мушки  | 1                         | 0                             | 0                                    | 0                    | 0                             |
| Женски | 0                         | 0                             | 2                                    | 2                    | 1                             |
| УКУПНО | 1                         | 0                             | 2                                    | 2                    | 1                             |
| Пол    | Остале услужне активности | Приватна домаћинства          | Екстериторијалне организације и тела | Непознато            | Непознато                     |
| Мушки  | 2                         | 0                             | 0                                    | 0                    | 0                             |
| Женски | 2                         | 0                             | 0                                    | 0                    | 0                             |
| УКУПНО | 4                         | 0                             | 0                                    | 0                    | 0                             |

## Галерија
- Борчево игралиште
- Табла добродошлице
- :Нови мост у Бивољу
- Мост на Расини који није у употреби
- Железнички мост